# صادق أئينه وند
صادق آئينه وند، هو أديب ومؤرخ من إيران، حاصل على بكالوريوس وماجستير الأدب العربي في جامعة طهران، توفي في مستشفى لاله بطهران.